# Nikola Tavelić

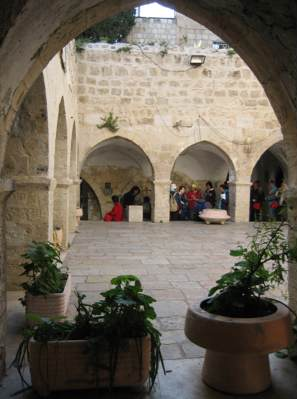
Franciskanernas Sionkloster i Jerusalem, där Nikola levde sina sista år.

Nikola Tavelić, född omkring 1340 i Šibenik eller Stankovci, död 14 november 1391 i Jerusalem, var en kroatisk franciskan och missionär, som led martyrdöden i Jerusalem. Han är den förste kroaten att erkännas som helgon av Katolska kyrkan, vilket skedde 1970. Hans helgondag firas den 14 november.

## Biografi
De flesta källor är överens om att Šibenik var Nikolas födelseort, men en annan möjlig plats är Velim nära Stankovci. År 1365 blev Nikola munk i Bribir, sätet för den mäktiga kroatiska adelsätten Šubić.
Nikola var en av sextio präster från olika franciskanska provinser som kallades av en bosnisk kyrkoherde, för att i enlighet med påve Gregorius XI:s önskan missionera i Bosnien. Han spred den katolska tron i Bosnien i ungefär 12 år. I sin rapport till påven uppgav den bosniske kyrkoherden senare att missionen omvände 50 000 bosniska kättare.
År 1384 begav sig Nikola till Palestina med franciskanerna Deodatus och Peter från Narbonne och Stefan från Cueno. Han bosatte sig i Sionklostret i Jerusalem, lärde sig arabiska och besökte heliga platser. Samman med sina tre vänner fördes han inför Jerusalems qadi och dömdes till döden. Alla fyra dödades, en död som betecknas som martyrdöden av kyrkan, den 14 november 1391.
Avrättningen bevittnades av franciskanen Gerard Chalvet som rapporterade om saken till europeiska städer. Runtom, men särskilt i Šibenik, började Nikola bli vördad som helgonmartyr av franciskanerna. Frågan om hans saligförklaring väcktes 1880. Hans kult ökade mellan världskrigen, och påve Paulus VI helgonförklarade honom 1970 inför 20 000 närvarande kroater i Rom.